# George Washington Fleeger
George Washington Fleeger (* 13. März 1839 in Concord, Butler County, Pennsylvania; † 25. Juni 1894 in Butler, Pennsylvania) war ein US-amerikanischer Politiker. Zwischen 1885 und 1887 vertrat er den Bundesstaat Pennsylvania im US-Repräsentantenhaus.

## Leben
George Fleeger besuchte die öffentlichen Schulen seiner Heimat und die West Sunbury Academy. Während des Bürgerkrieges diente er im Heer der Union, in dem er bis 1865 bis zum Brevet-Hauptmann aufstieg. Zwischenzeitlich geriet er im Jahr 1864 in Kriegsgefangenschaft. Nach einem anschließenden Jurastudium und seiner 1866 erfolgten Zulassung als Rechtsanwalt begann er in Butler in diesem Beruf zu arbeiten. Gleichzeitig schlug er als Mitglied der Republikanischen Partei eine politische Laufbahn ein. In den Jahren 1871 und 1872 saß er als Abgeordneter im Repräsentantenhaus von Pennsylvania. Zeitweise war er Staatsvorsitzender der Republikaner in Pennsylvania. In den Jahren 1882 und 1890 nahm er als Delegierter an den jeweiligen republikanischen Parteitagen in seinem Heimatstaat teil.
Bei den Kongresswahlen des Jahres 1884 wurde Fleeger im 26. Wahlbezirk von Pennsylvania in das US-Repräsentantenhaus in Washington, D.C. gewählt, wo er am 4. März 1885 die Nachfolge von Samuel Henry Miller antrat. Bis zum 3. März 1887 konnte er eine Legislaturperiode im Kongress absolvieren. Danach praktizierte er wieder als Anwalt. Er starb am 25. Juni 1894 in Butler, wo er auch beigesetzt wurde.